# 神戸市立神戸西高等学校
神戸市立神戸西高等学校（こうべしりつ こうべにしこうとうがっこう）は、かつて兵庫県神戸市西区平野町慶明字宮山に所在した市立の高等学校。入試方法には一般入試以外に特色選抜入試を実施していた。神戸市立須磨高等学校と統廃合が決定され、平成21年には名谷駅前の神戸市立須磨翔風高等学校へ移転、平成23年に閉校した。閉校後は、施設・土地を神戸第一高等学校が取得。西キャンパスとして使用することとなった。

## 設置学科
- 普通科
  - 共通類型（1年次）
    - 人文科学類型（2・3年次）
    - 体育福祉類型（2・3年次）
    - 医療福祉類型（2・3年次）

## 沿革
- 1948年（昭和23年） - 神戸市立西神高等学校（定時制）として発足。
- 1961年（昭和36年） - 現在の場所に移転。
- 1963年（昭和38年） - 現在の高校名に改名、全日制普通科設置。
- 1966年（昭和41年） - 定時制廃止。
- 1995年（平成07年） - 阪神・淡路大震災により被害を受ける。
- 2009年（平成21年）4月 - 神戸市立須磨高等学校と神戸市立神戸西高等学校を再編・統合した神戸市立須磨翔風高等学校の設置に伴い、生徒募集停止。
- 2011年（平成23年）3月31日 - 閉校。

## 校風
- 校訓「自立･協調･創意･練磨」
  - 福祉・ボランティア精神を育み相互扶助的な人間関係を築くことができる人材の育成を目指す

## 部活動
運動部
- 野球部
- 硬式テニス部
- 軟式テニス部
- バレーボール部
- バスケットボール部
- レスリング部
- バドミントン部
- ゴルフ部
- 卓球部
- 剣道部
- 柔道部
- 水泳部

文化部
- 茶華部
- 書道部
- 写真部
- 家庭科研究部
- 和太鼓部

## 同好会
- 空手同好会
- チアリーディング同好会
- 美術同好会
- 手話同好会
- ラグビー同好会

## 進路状況
- 四年制国公立大学、四年制私立大学、私立大学短期大学部、専門学校、就職

## 著名な出身者

### 卒業生
- リピート山中（フォークシンガー）
- 木村優一（和太鼓演奏家）
- 大石幸史（総合格闘家）、パンクラスism
- 福敬登（プロ野球選手）
- 濱野雅慎（野球指導者）

### 元教員
- 前澤弘明（チキンガーリックステーキ）